# Elecciones generales de Bolivia de 1947
Las elecciones generales de Bolivia de 1947 se realizó el 3 de enero de 1947. Resultó elegido Enrique Hertzog como presidente y Mamerto Urriolagoitia como vicepresidente.

## Pre elecciones y candidaturas
Desde el punto de vista gubernamental presidido por el presidente Tomás Monje Gutiérrez, el proceso electoral del 3 de enero de 1947, tenía como objetivo la recomposición del viejo orden, que eliminaría del panorama nacional las corrientes militares progresistas como lo habían estado llevando a su estilo en los últimos años los expresidentes David Toro Ruilova y Germán Busch Becerra; y también con el recientemente presidente Gualberto Villarroel López quien fuera el último militar progresista que fuera derrocado y asesinado por la oligarquía el año 1946 (un año antes de las elecciones). 
El otro objetivo, aparte de recomponer el viejo orden constitucional, era el de sacar de circulación al Movimiento Nacionalista Revolucionario (MNR) cuyo movimiento político en los últimos años había estado creciendo de una manera impresionante en los sectores populares y de clase media de las principales ciudades capitales de Bolivia.
Se presentaron a las elecciones el candidato Enrique Hertzog Garaizabal (ex ministro de Salud del presidente Daniel Salamanca) el cual iba a las urnas representando al Partido de la Unión Republicana Socialista (PURS). A la vez se presentó la candidatura de Luis Fernando Guachalla (ex canciller boliviano durante la guerra del Chaco) el cual representaba a una coalición del Partido de la Izquierda Revolucionaria (PIR) con el Partido Liberal (PL) y otros partidos menores. 
Se presentó también la candidatura del político Víctor Paz Estenssoro (ex ministro del gobierno de Villarroel) el cual representaba al Movimiento Nacionalista Revolucionario (MNR) (el candidato estaba en el exilio) y por último la candidatura de Félix Tavera presentándose como un político independiente.

## Resultados
En estas elecciones alrededor de 94.130 personas se presentaron para depositar su voto en las urnas con el sistema de "voto calificado".
Los resultados dieron por ganador al candidato oficialista Enrique Hertzog Garaizábal del Partido de la Unión Republicana Socialista (PURS) con 44.077 votos (47,22% de la votación). 
En segundo lugar salió el candidato Luis Fernando Guachalla por el Partido de la Izquierda Revolucionaria (PIR-Coalición) logrando sacar 43.634 votos (46,74% de la votación). El Movimiento Nacionalista Revolucionario (MNR) con Víctor Paz Estenssoro obtuvo el tercer lugar con 5.194 votos (5,56% de la votación) y en cuarto lugar se encontraba Félix Tavera con 433 votos (0,46% de la votación).
Las estrecha diferencia de 443 votos que se había dado entre Enrique Hertzog Garaizábal y Luis Fernando Guachalla  (la menor que se registró en una elección presidencial hasta entonces en la historia del país) obligó al parlamento boliviano a decidir quién sería el futuro presidente de la república de Bolivia. 
Cabe aquí destacar un gesto notable de Luis Fernando Guachalla que durante el tiempo en que mientras decidía del congreso, fue en contra de la opinión de los líderes de su coalición (Arze y Lanza) y presentó el 22 de febrero de 1947 su renuncia a su pretensión de ser Presidente de Bolivia, exhortando al congreso que elija al ganador. 
A partir de los años setenta el problema de las mayorías relativas sería álgido y problemático, pero a diferencia de este acto noble ocurrido en 1947, más adelante con el pasar de los años y las décadas, los interesados por la presidencia pelearían a tal extremo que llevarían frecuentemente la democracia al punto de la desestabilización y del golpe militar. 
Sin ninguna opción más, los parlamentarios nacionales optaron por ratificar a la primera mayoría y ungieron presidente al ganador. Enrique Hertzog Garaizabal y Mamerto Urriolagoitia Harriague fueron posesionados el 10 de marzo de 1947 como Presidente de Bolivia y Vicepresidente de Bolivia respectivamente.

### Presidente
| Candidato                         | Partido/Alianza      | Votos   | %     |
| --------------------------------- | -------------------- | ------- | ----- |
| Enrique Hertzog Garaizabal (PURS) | PURS                 | 44 077  | 47,22 |
| Luis Femando Guachalla (PL)       | FDA                  | 43 634  | 46,75 |
| Víctor Paz Estenssoro (MNR)       | BMP                  | 5194    | 5,56  |
| Félix Tavera (Independiente)      |                      | 433     | 0,46  |
| Votos válidos                     | Votos válidos        | 93 338  | 100   |
| Votantes registrados              | Votantes registrados | 128 982 |       |
| Fuente: Gamboa                    |                      |         |       |

### Vicepresidente
| Candidato                              | Partido/Alianza      | Votos   | %     |
| -------------------------------------- | -------------------- | ------- | ----- |
| Mamerto Urriolagoitía Harriague (PURS) | PURS                 | 43 765  | 48,24 |
| Guillermo Francovich (PIR)             | FDA                  | 43 423  | 47,87 |
| Juan Lechín Oquendo (MNR)              | BMP                  | 1620    | 1,79  |
| Rafael Otazo (Independiente)           |                      | 1907    | 2.10  |
| Votos válidos                          | Votos válidos        | 90 715  | 100   |
| Votantes registrados                   | Votantes registrados | 128 982 |       |
| Fuente: Gamboa                         |                      |         |       |

Leyenda:
- FDA – Frente Democrático Antifascista, alianza electoral compuesta por:
  - Partido Liberal (PL)
  - Partido de la Izquierda Revolucionaria (PIR)
  - Partido Social Demócrata (PSD)

- BMP – Bloque Minero Parlamentario, alianza electoral compuesta por:
  - Movimiento Nacionalista Revolucionario (MNR)
  - Partido Obrero Revolucionario (POR)

### Congreso
|                                               |                                              |         |           |           |       |
| Partido                                       | Partido                                      | Partido | Diputados | Senadores | Total |
|                                               | Partido de la Unión Republicana Socialista   | PURS    | 45        | 14        | 59    |
|                                               | Partido de la Izquierda Revolucionaria       | PIR     | 36        | 4         | 40    |
|                                               | Partido Liberal                              | PL      | 16        | 7         | 23    |
|                                               | Movimiento Nacionalista Revolucionario       | MNR     | 4         | 1         | 5     |
|                                               | Partido Obrero Revolucionario                | POR     | 3         | 1         | 4     |
|                                               | Independientes                               | Ind     | 4         | 0         | 4     |
|                                               | Partido Social Demócrata                     | PSD     | 2         | 0         | 2     |
|                                               | Independiente (Falange Socialista Boliviana) | FSB     | 1         | 0         | 1     |
| Total                                         | Total                                        | Total   | 111       | 27        | 138   |
| Fuente: Political Handbook of the World 1948. |                                              |         |           |           |       |